# 말터스
말터스(독일어: Malters)는 스위스 루체른주에 위치한 도시로 면적은 28.63km2, 높이는 512m, 인구는 6,988명(2015년 12월 기준), 인구 밀도는 240명/km2이다.

## 역사
말터스는 Maltrensi Marcha에서 와 같이 9세기 후반에 처음 언급된다. 1238년에는 villa Malters로 언급되었다.

## 지리
말터스의 면적은 28.6k㎡이다. 이 면적 중 64.7%가 농업용으로 사용되고 24.5%가 산림이다. 나머지 토지 중 9.5%는 정착지(건물 또는 도로)이고 나머지(1.2%)는 비생산적(강, 빙하 또는 산)이다. 1997년 토지조사에서, 전체 토지 면적의 24.54%가 산림이었다. 농경지 중 60.55%는 경작이나 목초지에 사용되며 4.17%는 과수원이나 덩굴 작물에 사용된다. 정착지 중 4.73%는 건물, 0.88%는 산업, 0.39%는 특별 개발, 0.25%는 공원 또는 녹지대, 3.29%는 교통 기반 시설로 덮여 있다. 비생산적인 지역 중 0.04%는 비생산적인 고인 물(연못 또는 호수), 1.12%는 비생산적인 흐르는 물(강), 0.07%는 기타 불모지이다.
시정촌은 클라이네 엠메강의 양쪽을 따라 루체른에서 약 10km 떨어져 있다. 그것은 말터스의 마을과 1845년까지 지금은 독립된 슈바르첸베르크의 지자체로 구성되어 있다.

## 인구통계
말터스의 인구(2020년 12월 31일 기준)는 7,410명이다. 2007년 기준으로 전체 인구의 8.8%가 외국인이다. 지난 10년 동안 인구는 3.4%의 비율로 증가했다. 대부분의 인구(2000년 기준)는 독일어(93.2%)를 사용하며 알바니아어가 2위(2.8%)이고 세르보-크로아티아어가 3위(0.8%)이다.
2007년 선거에서 가장 인기 있는 정당은 득표율 30.9%를 얻은 FDP였다. 다음으로 가장 인기 있는 세 정당은 CVP (27.4%), SVP (24.3%) 및 SPS (8%)였다.
말터스의 연령 분포는 다음과 같다. 1,707명(인구의 26.6%)이 0~19세이다. 20~39세가 1,707명(26.6%)이고 40~64세가 2,111명(32.9%)이다. 고령자 인구 분포는 651명 또는 10.1%가 65-79세, 207 또는 3.2%가 80-89세, 34명 또는 인구의 0.5%가 90세 이상이다.
전체 스위스 인구는 일반적으로 교육 수준이 높다. 말터스에서는 인구의 약 69.2%(25-64세)가 비필수 고등교육 또는 추가 고등교육(대학 또는 응용학문대학)을 완료했다.
2000년 현재 2,197세대가 있으며 그 중 615세대(약 28.0%)가 1인 가구이다. 307명(약 14.%)은 5인 이상의 대가족이다. 2000년 기준으로 시정촌에는 997개의 주거용 건물이 있었고 그 중 700개는 주택으로만 건축되었으며 297개는 주상 복합 건물이었다. 자치단체에는 단독주택 407채, 다가구주택 138채, 다가구주택 155채가 있었다. 대부분의 집은 2층(353) 또는 3층(226)층 구조였다. 단층 건물은 31채, 4층 이상 건물은 90채에 불과했다.
말터스의 실업률은 1.25%이다. 2005년 기준으로 1차 경제 부문에 427명이 고용되어 있으며 이 부문에 약 141개 기업이 참여하고 있다. 1106명이 2차 부문에 고용되어 있고 이 부문에 79개의 기업이 있다. 1115명이 3차 부문에 고용되어 있으며 이 부문에는 141개의 기업이 있다. 2000년 기준으로 지방 자치 단체 인구의 49.5%가 일정 수준으로 고용되었다. 같은 기간 여성은 전체 노동력의 39.7%를 차지했다.
2000년 인구 조사에서 말터스의 종교 회원은 다음과 같다. 4,651명(75.9%)은 로마 가톨릭이고, 584명(9.5%)은 개신교이며, 63명(1.03%)은 다른 기독교 신앙을 갖고 있다. 유대인이 4명(인구의 0.07%)이 있다. 이슬람교는 235명(인구의 3.84%)이다. 나머지 중; 다른 종교에 속한 개인은 62명(1.01%), 조직화된 종교에 속하지 않은 사람이 305명(4.98%), 응답하지 않은 사람이 223명(3.64%)이었다.

역사적 인구는 다음 그래프에 나와 있다: